# Berruga
La berruga  és una lesió cutània causada pel virus del papil·loma humà.
Les berrugues són lesions que presenten una forma variable, excrescències i de vegades d'aparença xocant, generalment de forma globular, que poden afectar diferents zones de la pell. La seva extirpació no és fàcil, ja que les berrugues tenen el seu propi sistema d'irrigació sanguínia que causen sagnat abundant quan la seva extracció és per mitjans no clínics, a més poden regenerar amb major virulència. A més, compromet diversos terminals nerviosos pel que la seva extracció o manipulació causa gran dolor.
Les berrugues poden contraure per contacte íntim amb persones afectades pel virus del papil·loma humà radicat a la zona genital i per transmissió consanguínia de portadors asimptomàtics. El desenvolupament de berrugues s'afavoreix quan hi ha errors en el sistema immunitari.
Segons el serotip del virus, la zona afectada és diferent:
- La mà.
- La cara.
- El clatell.
- El peu.
- La zona ano-genital.
- L'aixella, o qualsevol altra part del cos.

Les berrugues plantars, que apareixen en les plantes dels peus, també són anomenades ulls de peix. Les berrugues de la zona anogenital s'anomenen condiloma acuminat. No existeix un tractament específic del virus del papil·loma. Els tractaments es basen en la destrucció local del teixit, però les berrugues poden desaparèixer espontàniament.

## Tècniques de tractament
- Criocirurgia (congelació del teixit) generalment es fa servir nitrogen líquid o diòxid de carboni sòlid (gel sec) (actualment, tot i ser dolorós, continua sent un dels tractaments més efectius i segurs per a l'erradicació de les berrugues).
- Medicacions tòpiques (exemples: duofilm, duoplant).
- Electrodessecació (poc recomanable perquè sent una malaltia benigna, té molt de risc de generar cicatrius poc estètiques).
- Extirpació quirúrgica (actualment en desús pel risc de disseminació viral i alt índex de reproducció). No és tan efectiva.
- Bleomicina intralesional: Aplicació d'aquest antibiòtic antineoplàstic en forma d'injeccions subcutànies a la base de les berrugues vulgars i/o palmoplantars aconseguint la inhibició del seu ADN i prevenint la divisió cel·lular d'aquestes. Alguns estudis li atribueixen percentualment major eficàcia comparativament al tractament de la crioteràpia.[1]
- Làser (tot i que es corre el risc de volatilització de les partícules virals i contagi de les vies respiratòries).